# Marceline (Misuri)
Marceline es una ciudad ubicada en el condado de Linn en el estado estadounidense de Misuri. En el Censo de 2010 tenía una población de 2233 habitantes y una densidad poblacional de 259,77 personas por km².
Allí pasó Walt Disney parte de su infancia.

## Geografía
Marceline se encuentra ubicada en las coordenadas 39°43′2″N 92°56′52″O / 39.71722, -92.94778. Según la Oficina del Censo de los Estados Unidos, Marceline tiene una superficie total de 8.6 km², de la cual 8.5 km² corresponden a tierra firme y (1.14%) 0.1 km² es agua.

## Demografía
Según el censo de 2010, había 2233 personas residiendo en Marceline. La densidad de población era de 259,77 hab./km². De los 2233 habitantes, Marceline estaba compuesto por el 97.98% blancos, el 0.27% eran afroamericanos, el 0.13% eran amerindios, el 0.13% eran asiáticos, el 0% eran isleños del Pacífico, el 0.22% eran de otras razas y el 1.25% pertenecían a dos o más razas. Del total de la población el 1.39% eran hispanos o latinos de cualquier raza.